# Villa del Sol
Villa del Sol – jednostka osadnicza w Stanach Zjednoczonych, w stanie Teksas, w hrabstwie Cameron.